# ヤズィード3世
ヤズィード3世（Yazid ibn al-Walid ibn 'Abd al-Malik、701年 - 744年9月25日）はウマイヤ朝のカリフ（在位：744年4月15日 - 9月25日）。

## 生涯
カリフ・ワリード1世の子で、彼の側室であるペルシア出身の王女を母とする。母のシャーファランドはサーサーン朝最後の皇帝ヤズデギルド3世の孫にあたり、唐に亡命した王子ペーローズを父に持つ。歴史家のタバリーはヤズィードが自分の祖先について語った以下の連句を引用している。
従兄弟のワリード2世の在位中、743年にイラク総督ユースフ・イブン・ウマルが前任の総督ハーリド・アル＝カスリーを殺害する事件が起こり、シリアの住民はワリードがユースフの行為を黙認したことに憤慨した。ヤズィードはシリアの住民の先頭に立って反乱に参加し、首都ダマスカスの市民も反乱に加わり、ワリードは離宮に追いやられた。ヤズィードはヤマンの住民や非アラブのイスラム教徒と対立するアラブ系のカイス族を代表してワリード2世の「不道徳」を非難した。
ヤズィード自身の記述に寄れば、ヤズィードはアブドゥルアジーズ・ビウン・ハッジャージにBakhraでのワリードとの面会を申し入れたという。アブドゥルアジーズは部族の合議（シューラーを開催し、王朝の将来を決めることを提案した。しかし、ワリードが提案を拒絶したためにヤズィードは攻撃を行い、ワリードを殺害する。ヤズィードはワリードの首を掲げ、槍に刺してダマスカスの市内を練り歩いた。その後、ヤズィードはワリードの後継者に指名されていた王子ウスマーンとハカムを投獄する。
即位の際に、ヤズィードはアッラーの本とスンナに代わって反乱を起こしたのであって、強者が弱者を襲ったわけではないと説明した。建築事業、私財の蓄積、貧しい土地の金の他の土地への移動を禁じ、国境防備の強化、月ごとの手当てと年金の支給を約束した。自身が掲げた公約に違反した場合は退位を誓い、シューラーを経てカリフに選出された。
ヤズィードはユースフ・イブン・ウマルを投獄し、ウマル2世の子であるアブドゥッラー・イブン・ウマルを後任のイラク総督に任命した。粗悪な飲み水に悩むバスラの住民がアブドゥッラーに運河の建設を訴えると、ヤズィードは「建設に要する費用がイラクで徴収されるハラージュの総額に達しても運河の建設費用に充てよ」と工事を認め、アブドゥッラーの名前を冠する運河が建設された。しかし、ホムスはヤズィードへの忠誠の証を拒み、彼に対する反抗の動きがいくつか見られた。アルメニア総督を務めていた従兄弟のマルワーン・イブン・ムハンマドはバイア（忠誠の誓い）を拒み、ワリードの子供の一人をカリフに就けるためにシリアに進軍した。ホラーサーン総督ナスル・イブン・サイヤールはヤズィード3世の主権を認めず、アブドゥッラーの指示を拒絶した。
ヤズィードは脳腫瘍に罹り、病没する。ヤズィードの在位日数は162日で、死後に弟のイブラーヒームが跡を継いだ。

## 人物像
ヤズィード3世は敬虔なイスラム教徒で、自身の言行に忠実な人物だと伝えられている。思想について、禁欲主義者に見せかけていた自由意思論者とも言われている。ワリード2世の治世に軍人の俸給は増額されたが、ヤズィードは俸給をヒシャームの時代の水準に引き下げたため、アン＝ナーキス（「削り屋」の意）と渾名された。

## 翻訳元記事参考文献
- Muhammad ibn Jarir al-Tabari History, v. 26 "The Waning of the Umayyad Caliphate," transl. Carole Hillenbrand, SUNY, Albany, 1989
- Sir John Glubb, The Empire of the Arabs, Hodder and Stoughton, London, 1963